# 길겔 기베 1 발전소
길겔 기베 1 발전소(Gilgel Gibe I Power Station)는 에티오피아의 오모강에 위치한 수력 발전소이다. 발전 용량은 184 MW로, 123,200 가구에 전력을 공급할 수 있다.

## 같이 보기
- 길겔 기베 2 발전소
- 기베 3 댐